# Nenad Bjelica
Nenad Bjelica (Osijek, Yugoslavia, 20 de agosto de 1971) es un exfutbolista y entrenador croata que jugaba en la posición de mediocentro ofensivo. Actualmente está sin club.

## Carrera como jugador
Nacido en Osijek, Bjelica comenzó a jugar en un club local, Metalac Olt, en la temporada 1989-90. Rápidamente se mudó al NK Osijek y pasó casi cuatro temporadas allí, antes de mudarse a España.
Bjelica jugó en el Albacete Balompié durante cuatro años, durante los cuales el equipo alcanzó la semifinal de la Copa del Rey en la temporada 1994-95. En 1996 fichó por el Real Betis y estuvo en el equipo que fue subcampeón en la campaña 1996-97. La temporada siguiente, Bjelica estuvo en la UD Las Palmas, pero volvió al Real Betis un año después. Debido a las lesiones, jugó muy pocos partidos en este período, y volvería a pasar una temporada en Las Palmas hasta finales de 1999.
Regresó a Osijek durante dos temporadas y recuperó su forma, jugando con el equipo en tres etapas de la Copa de la UEFA. Luego se mudó al 1. FC Kaiserslautern en 2000, donde pasó cuatro temporadas hasta que se retiró a medias del fútbol de primer nivel en 2004. Durante la temporada 2004-05, Bjelica jugó para el VfB Admira Wacker Mödling. Después de eso, jugó para el club austriaco FC Kärnten en la Segunda Liga antes de retirarse el 30 de junio de 2008.

## Selección nacional
Bjelica hizo su debut con Croacia en un partido amistoso de febrero de 2001 contra Austria y disputó un total de 9 partidos sin marcar goles. Su último encuentro internacional fue durante la Eurocopa 2004 contra Francia en Portugal. Se retiró del equipo ese año, al mismo tiempo que se reemplazó al técnico Otto Barić.

### Participaciones en Eurocopa
| Eurocopa      | Sede     | Resultado    | Partidos | Goles |
| ------------- | -------- | ------------ | -------- | ----- |
| Eurocopa 2004 | Portugal | Primera fase | 2        | 0     |

## Carrera como entrenador
Bjelica comenzó su carrera como entrenador el 15 de septiembre de 2007 en el FC Kärnten, siendo también jugador del club. El 1 de julio de 2008 firmó un contrato de gestión completo, solo un día después de terminar su carrera como jugador.
Más tarde, fue el entrenador del Lustenau 07 de marzo a diciembre de 2009, así como del WAC St. Andrä de mayo de 2010 a junio de 2013. Bjelica se mudó al Austria Viena el 17 de junio de 2013 como su nuevo entrenador y se clasificó para la fase de grupos de la Liga de Campeones de la UEFA 2013-14, derrotando al campeón croata Dinamo Zagreb en la última ronda de clasificación. Bjelica fue despedido el 16 de febrero de 2014. Como Austria Wien no logró clasificarse para la UEFA Europa League al final de la temporada, su contrato expiró.
En junio de 2014, fue contratado por el equipo de la Serie B Spezia. El 30 de agosto de 2016, fue nombrado entrenador del Lech Poznań polaco. El 10 de mayo de 2018 fue liberado de su contrato.
El 15 de mayo de 2018, Bjelica firmó un contrato de dos años con el campeón croata Dinamo Zagreb, siendo nombrado su entrenador. Cuatro días después, celebró ganar el título de la liga, mientras que el 23 de mayo ganó la Copa de Croacia. El 8 de noviembre, el Dinamo logró clasificarse para la fase eliminatoria de la UEFA Europa League 2018-19, derrotando al Spartak Trnava. El 18 de septiembre de 2019, Bjelica lideró al Dinamo en el partido inaugural del club en la Liga de Campeones de la UEFA después de dos temporadas, con una victoria en casa por 4-0 contra el Atalanta. El 16 de abril de 2020, tras el despido de todo el cuerpo técnico por parte del club, se anunció que el Dinamo rescindió el contrato con Bjelica.
En septiembre de 2020, después de no poder ganar los tres primeros partidos de su temporada, el club croata Osijek despidió a su entrenador Ivica Kulešević y nombró a Bjelica en su lugar. En la temporada 2020-21 terminaron en el segundo lugar con una serie de récords del club batidos, desde el mejor resultado de liga en la historia del club con 77 puntos hasta el menor número de goles encajados con 23 goles. Al comienzo de la temporada 2022-23, después de una victoria contra el Hajduk Split, Bjelica fue liberado a fines de agosto.
El 18 de abril de 2023, Bjelica fue presentado como el nuevo entrenador del Trabzonspor de la Superliga de Turquía. El 8 de octubre, fue relevado de sus funciones a partir de una serie de malos resultados.
En noviembre de 2023, fue contratado como entrenador del Union Berlin de la Bundesliga tras la destitución de Urs Fischer.El 6 de mayo de 2024, a falta de dos partidos para finalizar la temporada fue igualmente cesado de su cargo, dejando al club en el puesto 15 de la clasificación.
El 26 de septiembre de 2024, inició su segunda etapa al frente del Dinamo Zagreb.El 29 de diciembre de 2024, fue relevado de su cargo después de una serie de malos resultados.

## Clubes
:

### Como jugador
| Club                      | País          | Año           | PJ  | G  |
| ------------------------- | ------------- | ------------- | --- | -- |
| NK Osijek                 | Croacia       | 1991-1993     |     |    |
| Albacete Balompié         | España        | 1993-1996     | 99  | 23 |
| Real Betis                | España        | 1996-1998     | 40  | 4  |
| UD Las Palmas             | España        | 1998-1999     | 25  | 3  |
| NK Osijek                 | Croacia       | 1999-2001     | 6   | 3  |
| 1. FC Kaiserslautern      | Alemania      | 2001-2004     | 70  | 5  |
| 1. FC Kaiserslautern II   | Alemania      | 2002-2004     | 6   | 0  |
| VfB Admira Wacker Mödling | Austria       | 2004-2006     | 52  | 12 |
| FC Kärnten                | Austria       | 2006-2008     | 58  | 17 |
| Total carrera             | Total carrera | Total carrera | 356 | 67 |

### Como entrenador
| Club               | País     | Año       |
| ------------------ | -------- | --------- |
| FC Kärnten         | Austria  | 2007-2009 |
| FC Lustenau 07     | Austria  | 2009      |
| WAC St. Andrä      | Austria  | 2010-2013 |
| Austria Viena      | Austria  | 2013-2014 |
| Spezia Calcio 1906 | Italia   | 2014-2015 |
| Lech Poznań        | Polonia  | 2016-2018 |
| Dinamo Zagreb      | Croacia  | 2018-2020 |
| NK Osijek          | Croacia  | 2020-2022 |
| Trabzonspor        | Turquía  | 2023      |
| Union Berlin       | Alemania | 2023-2024 |
| Dinamo Zagreb      | Croacia  | 2024      |

## Palmarés

### Como entrenador

#### Campeonatos nacionales
| Título               | Club          | País    | Año     |
| -------------------- | ------------- | ------- | ------- |
| 2. Liga              | WAC St. Andrä | Austria | 2011-12 |
| Prva HNL             | Dinamo Zagreb | Croacia | 2017-18 |
| Copa de Croacia      | Dinamo Zagreb | Croacia | 2017-18 |
| Prva HNL             | Dinamo Zagreb | Croacia | 2018-19 |
| Supercopa de Croacia | Dinamo Zagreb | Croacia | 2019    |